# Новалис
Новалис (на немски: Novalis) е творческият псевдоним на Фридрих Филип Леополд барон фон Харденберг, който е сред най-видните представители на ранния немски литературен романтизъм.

## Биография
Новалис е роден през 1772 г. в имението Обервидерщет сред планината Харц в Курзаксен и е потомък на стария благороднически род Харденберг. Учи в Лутеровата гимназия в Айслебен, където получава знания по реторика и антична литература. Силно повлиян от художествения гений на Фридрих Шилер, при когото като студент по право слуша лекции в Йена, Новалис се вдъхновява от трансценденталния идеализъм – така превъзмогва покрусата си от жестокостите на Френската революция. Неговият духовен опит съдържа потресението от сблъсъка на действителността с житейските и художествените потребности на личността. За това светоусещане допринасят срещите му с Гьоте, Хердер и Жан Паул, както и приятелството му с Лудвиг Тик, Шелинг и братята Шлегел в Лайпциг.

## Творчество
Будният и креативен Фридрих фон Харденберг е смятан за един от най-значимите представители на немския ранен романтизъм. Само за няколко години открива и развива способностите си. Фридрих фон Харденберг претежава обширни познания в областта на естествените науки, правото, философията, политиката и икономиката. Дори по-ранните му произведения ясно показват, че авторът е бил начетен и образован. Творчеството му е в тясна връзка с професионалния му живот, включително и с времето на обучението му, защото освен поезията, фрагментите и есетата, е популярен с удивителното богатство от записки по история и политика, философия, религия, естетика.
Харденберг събира всичките си записки и открива връзки между тях, като идеята му е да създаде всеобхватна енциклопедия за изкуства и науки. Тези записки от 1798/99 са събрани в т.нар. das Allgemeine Brouillon.
Заедно с Фридрих Шлегел Харденберг разработва фрагмента в специфично романтична литературна форма.
В основата на неговото литературно произведение е преследването на „романтизацията на света“ и търсенето на връзка между науката и поезията. Резултатът би трябвало да бъде „прогресивна универсална поезия“. Харденберг продължава да вярва, че философията и поезията на по-високо ниво трябва да са тясно свързани помежду си. Фактът, че романтичният фрагмент е подходяща форма за представяне на прогресивната универсална поезия, се показва от успеха на този нов за времето си жанр с по-късното му възприемане.
Твърдението, че Харденберг е превърнал в поезия и собствената си работа по този начин, става ясно от следните забележки:
„Поезията е великото изкуство за изграждане на трансцендентално здраве. Така че поетът е трансцендентален лекар.“
„Един търси с поезия, която е, така да се каже, само механичен инструмент за създаване на вътрешни настроения, картини или интуиции – може би духовни танци и т.н.“
„Поезия = емоция.“
„Поезията е представяне на ума – вътрешният свят в неговата цялост.“
Първите творби на поета, подписани с псевдонима Новалис, излизат под заглавие „Цветен прашец“ (1798) в списание „Атенеум“. В недовършения си роман за легендарния минезингер „Хайнрих фон Офтердинген“ (1799 – 1800), пропит от мистика и младежка чувственост, Новалис си поставя за цел да съедини поезията с религията, за да допринесе за възцаряването на нов „златен век“. Идеалът му е просветленото „тъмно“ Средновековие и старата католическа църква.
Благотворна промяна на действителността и установяване на вътрешна хармония са възможни според Новалис само чрез съкровено „пътуване в себе си“. Дълбокият порив към отвъдното го осенява с идеята, че поетът – жрец и пророк – е най-висшият правомощник на човечеството, понеже му дарява „синьото цвете“ – символ на романтическата поезия. Нежните и задушевни „Химни на нощта“  (1799 – 1800), сътворени в отчаяние от кончината на петнадесетгодишната му годеница Софи фон Кюн, са изпълнени с копнеж по избавлението на смъртта. Сам поетът умира съвсем млад от белодробна туберкулоза, вероятно заразен при общуването си с болния Фридрих Шилер.

### Триадата
Цялото му творчество е основано върху идеята за развитие: „Ние сме на мисия: ние сме призовани да формираме земята“. Всичко е един постоянен процес. Както и човешкото същество, което винаги се опитва да се доближи до едно по-рано хипотетично прието състояние – което се оформя от факта, че човекът и природата са в хармония. Тази концепция за романтичната универсална поезия е представена от романтичната триада, която многократно напомня на читателя, че описаният момент е точно правилното (най-благоприятното) време (kairos) – термин, който Харденберг е приел от Лесинг, моментът на криза, когато се решава ходът на събитията. Тези повтарящи се времена на промяна съответстват на усещането за присъствието на художника, което Новалис споделя с някои от своите съвременници.

### Мистицизъм
От особено значение е влиянието на мистика Якоб Бьоме, с чиито творби е работил интензивно от 1800 година. Мистичен мироглед, особено високото ниво на образованост и често усещаните пиетистки влияния се комбинират при Новалис в опит да се стигне до нова концепция за християнството, вярата и Бога и да се свърже с неговата трансцендентална философия. Резултат от тези усилия са и духовните песни, публикувани през 1802 г. Една от тях например е „Когато всички станат неверни“ И „Когато имам само него“. Някои от тези песни скоро стават част от лютеранските песни.

### Лирика
През август 1800 г. във вестник Athenaeum – около осем месеца след завършването му – е публикуван преработеният вариант на химните в Athenaeum. Смятани са за кулминацията на лиричното творчество на Харденберг, а също и като значима поема за ранния романтизъм.

#### Интерпретации
В шестте химни се преплитат автобиография и измислица; Те отразяват преживяванията на Харденберг от 1797 – 1800 година. Темата е романтичната интерпретация на живота и смъртта, границата, която бележи образът на нощта. Животът и смъртта стават относителни, взаимосвързани сфери, така че в крайна сметка „смъртта е романтизиращ принцип на живота“ (Novalis). Освен това се откриват влияния на тогавашната литература. Метафорите на химните за нощта са паралелни на произведенията, които Харденберг чете по време на писането, включително превода на „Ромео и Жулиета“ 1797 (от А. У. Шлегел) и „Невидимия ъгъл“ на Жан Пол от 1793 година.
В химните за нощта се разгръща универсална медиаторска религия, основана на идеята, че винаги има посредник между човека и божественото. Този медиатор може да бъде Христос – както в християнската митология – или дори на починалия любим – както е посочено в третия химн.
Два от химните могат да бъдат комбинирани. Получените малки цикли в цикъла следват един и същ модел: във всяка от първите химни романтичната триада показва пътя от възприетия щастлив земен живот през болезненото отчуждение към освобождението във вечната нощ. Последвалите химни разказват за пробуждането на тази визия и за желанието да се върнат към нея. Двойките на химните непрекъснато се увеличават, като всеки съдържа по-високо ниво на опит и знания.

### Проза

#### Хайнрих фон Офтердинген
Романите „Хайнрих фон Офтердинген“ и „Чираците в Саис“ ясно отразяват идеята за използване на поезията с цел да се предаде всеобхватна световна хармония. Романът Хайнрих фон Офтердинген идва от синьото цвете, което става символ на всички романтици.

## Влияние
Влиянието на Новалис върху немската и световната литература и култура е изключително силно. В музикалната си драма „Тристан и Изолда“ (1859) Рихард Вагнер разработва мотива на поета за нощта като отвъдно пространство за утопичен житейски опит. На Новалис се позовават американските трансценденталисти, европейските символисти („синята птица“) и неоромантиците от края на 19 век. Неговото далечно въздействие се долавя и в поезията на херметичния модернизъм от 20 век, както и в ранните творби на Херман Хесе.

## Признание
В чест на поета град Дрезден учредява през 2006 г. литературната награда „Новалис“.
Из „Песен на мъртвите“
Вечно ще цъфти копнежа

Към любимия, стремежа

На душите си в кипежа

Да се слеете докрай,

Жаждата да утолите,

С ласки да се изтощите,

Двама пир да си дарите,

Двама само в своя рай.

1800 